# Liste der Städte in Oman

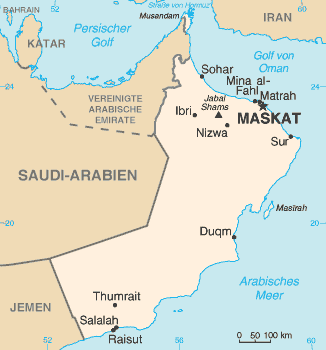
Karte von Oman

Die Liste der Städte in Oman bietet einen Überblick über die Entwicklung der Einwohnerzahl der größeren Städte und Wilayat des Sultanats Oman.
In Oman lebten im März 2016 insgesamt 4.397.790 Menschen. Die mit Abstand größte Metropolregion in Oman ist die Muscat Capital Area mit einer Einwohnerzahl von über einer Million Menschen. Damit konzentriert sich etwa 25 Prozent der Bevölkerung des Landes in der Hauptstadtregion. Im eigentlichen Maskat leben nur 24.893 Menschen. Größte Stadt in Oman ist Sib mit 470.878 Einwohnern.

## Einwohner der größten Städte in Oman
In der folgenden Liste sind die 15 größten Städte des Omans aufgelistet. Beginnend bei Rang 1 bis Rang 15.
| Stadt       | Arabisch         | VZ-2003 | VZ-2010 | C-2020  |
| ----------- | ---------------- | ------- | ------- | ------- |
| as-Sib      | السيب            | 221.115 | 284.877 | 470.878 |
| Bawschar    | بوشر             | 184.335 | 187.871 | 362.523 |
| Salala      | صلالـــــــــة   | 133.727 | 155.309 | 293.962 |
| Matrah      | مطرح             | 153.526 | 150.067 | 230.881 |
| Suhar       | صحار             | 95.728  | 129.759 | 219.264 |
| Amerat      | العامرات         | 33.008  | 47.383  | 96.384  |
| Buraimi     | البريمي          | 62.332  | 60.174  | 92.223  |
| Sur         | صور              | 47.727  | 48.634  | 83.763  |
| Bani Bu Ali | جعلان بني بو علي | 22.608  | 30.297  | 66.284  |
| Nizwa       | نزوى             | 37.029  | 42.087  | 64.599  |
| al-Chabura  | الخابورة         | 37.265  | 42.119  | 63.750  |
| as-Suwaiq   | السويق           | 24.688  | 27.872  | 60.868  |
| Ibri        | عبري             | 25.000  | 30.273  | 55.419  |
| Rustaq      | الرستاق          | 25.869  | 28.078  | 45.367  |
| Bahla       | بهلاء            | 20.657  | 24.069  | 39.576  |

## Einwohner derWilayatin Oman
Die folgende Tabelle enthält alle Wilayat mit mehr als 10.000 Einwohnern, deren Namen in deutscher Transkription und in Arabisch sowie die Ergebnisse der Volkszählungen (VZ) vom 1. Dezember 1993 und 7. Dezember 2003. Aufgeführt ist auch die übergeordnete Verwaltungseinheit (Gouvernement und Region), zu der die Stadt gehört. Die Einwohnerzahlen beziehen sich auf die Gemeinde in ihren politischen Grenzen, ohne politisch selbständige Vororte.

(VZ = Volkszählung)
| Rang | Transkription      | Arabisch       | VZ 1993 | VZ 2003 | Verwaltungseinheit       |
| ---- | ------------------ | -------------- | ------- | ------- | ------------------------ |
| 1.   | Sib                | السيب          | 154.964 | 223.449 | Maskat                   |
| 2.   | Salala             | صلالة          | 131.802 | 156.530 | Dhofar                   |
| 3.   | Matrah             | مطرح           | 173.908 | 153.526 | Maskat                   |
| 4.   | Bawschar           | بوشر           | 107.483 | 150.420 | Maskat                   |
| 5.   | Suhar              | صحار           | 90.814  | 104.312 | Schamal al-Batina        |
| 6.   | as-Suwaiq          | السويق         | 85.025  | 101.122 | Schamal al-Batina        |
| 7.   | Ibri               | عبري           | 93.475  | 97.429  | az-Zahira                |
| 8.   | Saham              | صحم            | 74.904  | 85.010  | Schamal al-Batina        |
| 9.   | Barka              | بركاء          | 64.526  | 75.501  | Dschanub al-Batina       |
| 10.  | Rustaq             | الرستاق        | 61.984  | 74.224  | Dschanub al-Batina       |
| 11.  | Nizwa              | نزوى           | 58.582  | 68.785  | ad-Dachiliyya            |
| 12.  | Buraimi            | البريمي        | 48.287  | 67.963  | Buraimi                  |
| 13.  | Sur                | صور            | 53.504  | 66.785  | Dschanub asch-Scharqiyya |
| 14.  | al-Mudaibi         | المديبي        | 51.140  | 58.929  | Schamal asch-Scharqiyya  |
| 15.  | al-Masnaʿa         | المصنعة        | 47.560  | 56.659  | Dschanub al-Batina       |
| 16.  | Bani Bu Ali        | بنى بوعلي      | 39.715  | 51.444  | Dschanub asch-Scharqiyya |
| 17.  | Bahla              | بهلا           | 46.119  | 51.278  | ad-Dachiliyya            |
| 18.  | al-Chabura         | الخابورة       | 40.760  | 46.652  | Schamal al-Batina        |
| 19.  | Schinas            | شناص           | 44.313  | 46.091  | Schamal al-Batina        |
| 20.  | Sama'il            | سمائل          | 38.403  | 44.561  | ad-Dachiliyya            |
| 21.  | Amrat              | العامرات       | 38.057  | 41.138  | Maskat                   |
| 22.  | Quriat             | قريات          | 34.005  | 38.647  | Maskat                   |
| 23.  | Izki               | إزكي           | 29.836  | 35.173  | ad-Dachiliyya            |
| 24.  | Bani Bu Hassan     | بنى بو حسن     | 21.878  | 25.973  | Dschanub asch-Scharqiyya |
| 25.  | Liwa               | لوى            | 22.667  | 25.776  | Schamal al-Batina        |
| 26.  | Maskat             | مسقط           | 40.856  | 24.893  | Maskat                   |
| 27.  | Ibra               | ابراء          | 19.986  | 24.473  | Schamal asch-Scharqiyya  |
| 28.  | Bidbid             | بدبد           | …       | 20.683  | ad-Dachiliyya            |
| 29.  | al-Kamil wa-l-Wafi | الكامل والوافي | …       | 20.176  | Dschanub asch-Scharqiyya |
| 30.  | Bidiyya            | بدية           | …       | 17.900  | Schamal asch-Scharqiyya  |
| 31.  | al-Chasab          | خصب            | 16.393  | 17.730  | Musandam                 |
| 32.  | Taqa               | طاقة           | …       | 17.458  | Dhofar                   |
| 33.  | Dima wa-t-Ta’iyyin | دماء والطائيين | …       | 17.222  | Schamal asch-Scharqiyya  |
| 34.  | al-Hamra           | الحمراء        | …       | 17.221  | ad-Dachiliyya            |
| 35.  | Adam               | أدم            | …       | 16.871  | ad-Dachiliyya            |
| 36.  | Dank               | ضنك            | …       | 16.493  | az-Zahira                |
| 37.  | Nachl              | نخل            | …       | 16.372  | Dschanub al-Batina       |
| 38.  | Yanqul             | ينقل           | …       | 16.255  | az-Zahira                |
| 39.  | Mirbat             | مرباط          | …       | 14.987  | Dhofar                   |
| 40.  | al-Qabil           | القابل         | …       | 13.569  | Schamal asch-Scharqiyya  |
| 41.  | Mana               | منح            | …       | 12.568  | ad-Dachiliyya            |
| 42.  | Wadi al-Maʿawil    | وادى المعاول   | …       | 11.317  | Dschanub al-Batina       |
| 43.  | Awabi              | العوابي        | …       | 10.469  | Dschanub al-Batina       |